# Stabilimenti Farina
Stabilimenti Industriali Farina (en español, Establecimiento Industrial Farina; Turín, 1906-1953) fue una empresa carrocera italiana fundada por Giovanni Carlo Farina (1884-1957), establecida en el n° 12 del Corso Tortona.

## Historia
Entre los empleados famosos de la compañía se encontraba su hermano Battista Farina, que estuvo allí desde el principio en 1906 hasta 1928, antes de que en 1930 estableciera lo que se convirtió en Pininfarina. Pietro Frua trabajó en la compañía desde 1928 hasta 1939, antes de comenzar su propia empresa. Del mismo modo, Felice Mario Boano permaneció allí hasta 1930 y Giovanni Michelotti comenzó su carrera con Farina a mediados de la década de 1930. También Franco Martinengo y Alfredo Vignale fueron empleados del Stabilimenti en las primeras etapas de sus carreras.
Antes de la Segunda Guerra Mundial carrozó algunos Lancia Artena y Alfa Romeo 6C. El fundador se jubiló en 1948, y la empresa pasó a ser dirigida por su hijo Attilio Farina (1908-1993). En aquella época fabricaron carrocerías para los Fiat 1100/Fiat 1500 y para el Simca 8, un modelo bastante similar. En 1950, el hermano de Attilio, Giuseppe Farina (1906-1966), se convirtió en el primer campeón mundial de Fórmula 1.
Stabilimenti Farina cerró en 1953. Entre sus últimas construcciones figuraron cuatro Jowett Jupiter, diez Ferrari 166 (algunos de Michelotti) y un Ferrari 212, antes de que Ferrari comenzara en 1952 su colaboración con la empresa de Battista, conocida como Pininfarina.

## Imágenes
|  |  |  |